# Mycosphaerella holmii
Mycosphaerella holmii är en svampart som tillhör divisionen sporsäcksvampar, och som beskrevs av Ove Erik Eriksson. Mycosphaerella holmii ingår i släktet Mycosphaerella, och familjen Mycosphaerellaceae. Arten är reproducerande i Sverige.